# 金頭金翅雀鯛
金頭金翅雀鯛（學名：Chrysiptera chrysocephala），又稱金頭刻齒雀鯛，是輻鰭魚綱鱸形目雀鯛科金翅雀鯛屬的其中一種，分布於西太平洋區，包括菲律賓、越南、馬來西亞、南沙群島海域，深度0至10公尺，本魚體呈橢圓形而側扁，本魚體色為白色，頭上半部及背鰭硬棘黃色，背鰭硬棘13枚、背鰭軟條13枚、臀鰭硬棘2枚、臀鰭軟條13枚，體長可達4.9公分，棲息在潟湖礁石區，以浮游生物為食，繁殖期成對出現，雄魚會守護魚卵至孵化，生活習性不明。